# Shin Dong-hyun
Shin Dong-hyun (* 25. Februar 1990) ist ein ehemaliger südkoreanischer Bahn- und Straßenradrennfahrer.

## Sportlicher Werdegang
Shin gewann 2008 bei den Asiatischen Radsportmeisterschaften im japanischen Nara auf der Bahn die Bronzemedaille im Zweier-Mannschaftsfahren zusammen mit seinem Landsmann Lee Chan-woo hinter den Mannschaften aus Hongkong und Usbekistan. Im Jahr darauf wurde er Etappenzweiter und -dritter bei der Tour of Thailand und Etappenfünfter bei der Tour de Korea. Ab 2010 fuhr Shin für das südkoreanische Continental Team KSPO.

## Erfolge – Bahn
2008
- Asienmeisterschaft – Zweier-Mannschaftsfahren (mit Lee Chan-woo)

2015
- Asienmeisterschaft – Mannschaftsverfolgung

## Erfolge – Straße
2016
- eine Etappe Banyuwangi Tour de Ijen